# Biljke australijskih tropskih prašuma
Biljke australijskih tropskih prašuma, takođe poznato kao RFK, je identifikacioni ključ koji daje detalje – uključujući slike, taksonomiju, opise, opseg, stanište i druge informacije – o skoro svim vrstama cvetnih biljaka (i.e. drveće, žbunje, vinova loza, trave, trave i šaš, epifiti, palme i pandani) koji se nalaze u tropskim prašumama Australije, sa izuzetkom većine orhideja koje se tretiraju u zasebnom ključu koje se naziva Australijske tropske prašume orhideja (pogledajte odeljak Spoljašnje veze). Ključ za paprati je u razvoju. RFK je projekat koji je pokrenuo australijski botaničar Berni Hajland.

## Spoljašnje veze
- RFK website
- Lucidcentral homepage
- Australian Tropical Rainforest Orchids